# Космовичи (Несвижский район)
Космовичи — деревня в Несвижском районе Минской области Республики Беларусь. Входит в состав Ланского сельсовета.

## История
Дату точного формирования деревни назвать сегодня затруднительно, тем не менее, до наших дней сохранились некоторые старинные карты, на которых есть данный населенный пункт. Например, на военно-топографической карте Российской империи 1846—1863 гг. (издавалась до 1919 г.), созданной под руководством Ф. Ф. Шуберта и П. А. Тучкова, на листе 16-5 1865—1866 гг. отмечен населенный пункт Касмовичі.
На топографической карте Минской губернии Фитингофа 1846 г. отмечен населенный пункт Касмовичи, как малая деревня, однако помимо этого на данной карте присутствует отметка Ф. Касмовича (Фольварк Касмовича), то есть усадьба некого Касмовича, который проживал на данной территории. Истории известно множество случаев, когда населенному пункту давали названия, произошедшие от имени основателя или первопоселенца данного населенного пункта, либо обеспеченного купца.